# Зятьковка
Зятьковка — село в Купинском районе Новосибирской области России. Административный центр Ленинского сельсовета.

## География
Площадь села — 75 гектаров.

## Население
| 2002 | 2007 | 2010 |
| ---- | ---- | ---- |
| 462  | ↘456 | ↘414 |

## Инфраструктура
В селе по данным на 2007 год функционируют 1 учреждение здравоохранения и 1 учреждение образования.